# Fissile Peak
Der Fissile Peak, ehemals Red Mountain genannt, ist ein 2439 m hoher, pyramidenförmiger Berg mit einer Schartenhöhe von 119 m in der kanadischen Provinz British Columbia.

## Geographie
Der Fissile Peak liegt an der Ostseite des Cheakamus Lake südöstlich von Whistler im Garibaldi Provincial Park. Der nächsthöhere Berg ist der Refuse Pinnacle (2485 m).

## Geologie
Der Berg besteht aus rotem Tonschiefer, der leicht in Platten einheitlicher Dicke gespalten werden kann; im geologischen Kontext wird dies als „Spaltbarkeit“ (engl. fissility) bezeichnet, woraus sich der Name des Berges ableitet.

## Klima
In Bezug auf die Klimaklassifikation nach Köppen und Geiger herrscht am Fissile Peak ein Westseiten-Seeklima. Die meisten Wetterfronten stammen vom Pazifik und bewegen sich ostwärts auf die Coast Mountains zu, wo sie durch die Berge zum  Aufsteigen (Windstau) gezwungen werden, was wiederum dazu führt, dass die enthaltene Feuchtigkeit in Form von Regen oder Schnee abgegeben wird. Im Ergebnis führt das zu hohen Niederschlägen in den Coast Mountains, insbesondere zu starken Schneefällen im Winter. Die Temperaturen können unter −20 °C fallen, unter Berücksichtigung von Windchill-Einfluss unter −30 °C. Die Monate Juli bis September bieten die besten Wetterbedingungen für einen Aufstieg.

## Galerie

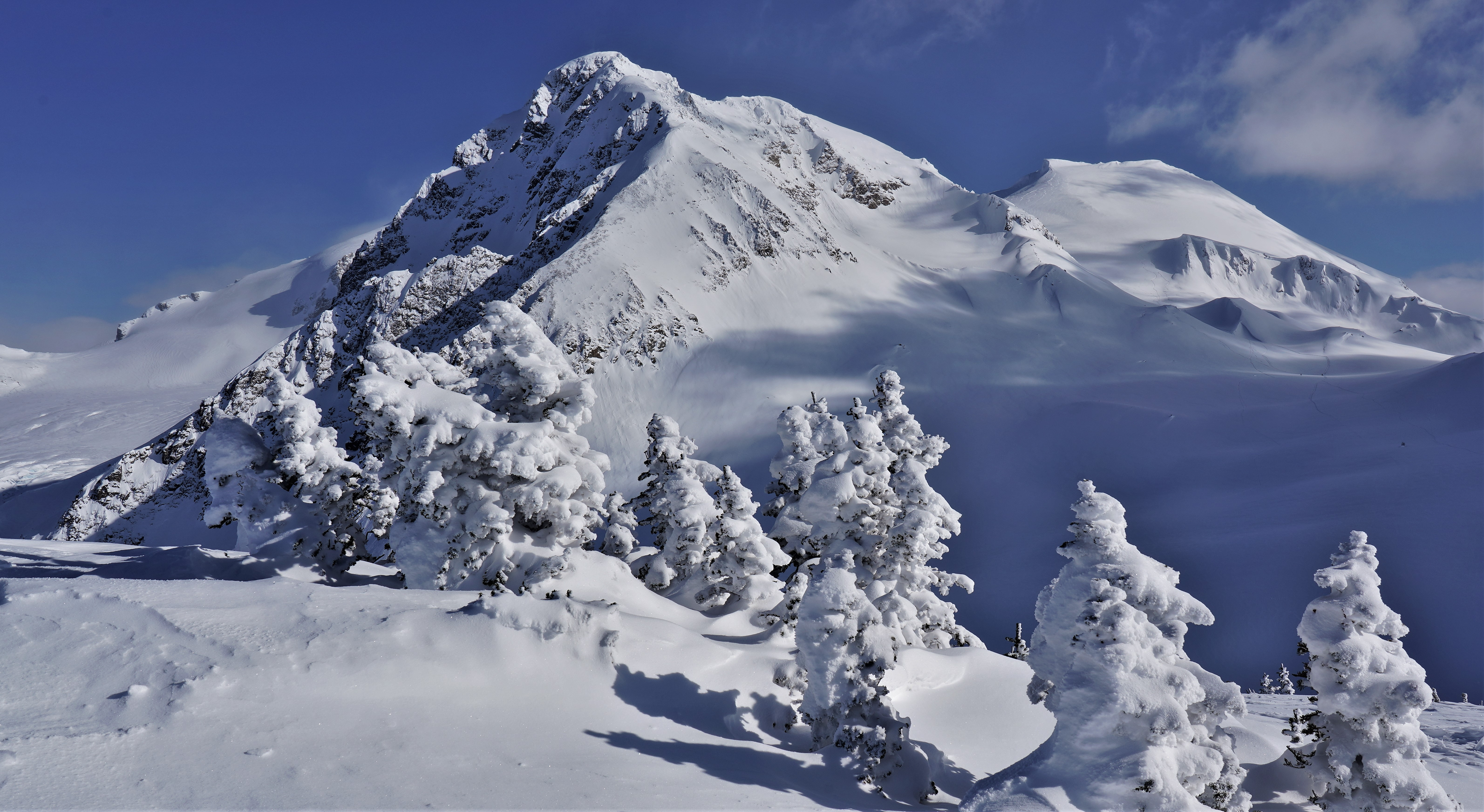
Nordwestansicht von Fissile Peak und Whirlwind Peak (hinten rechts) im Winter.
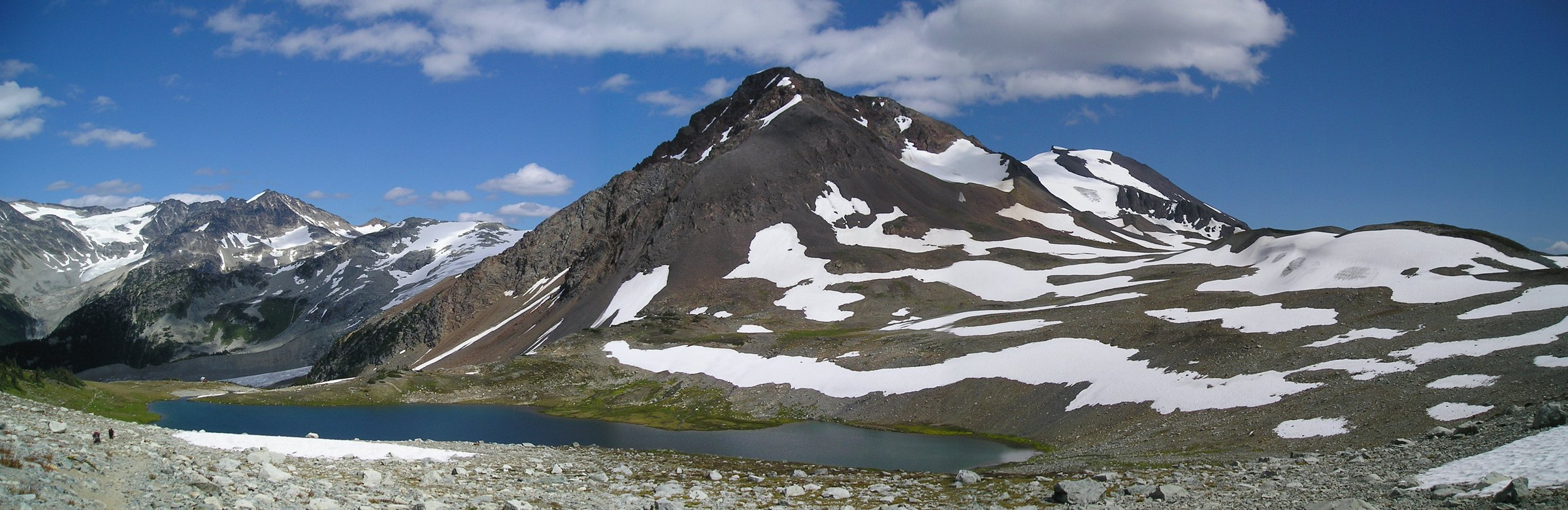
Russet Lake und Fissile Peak
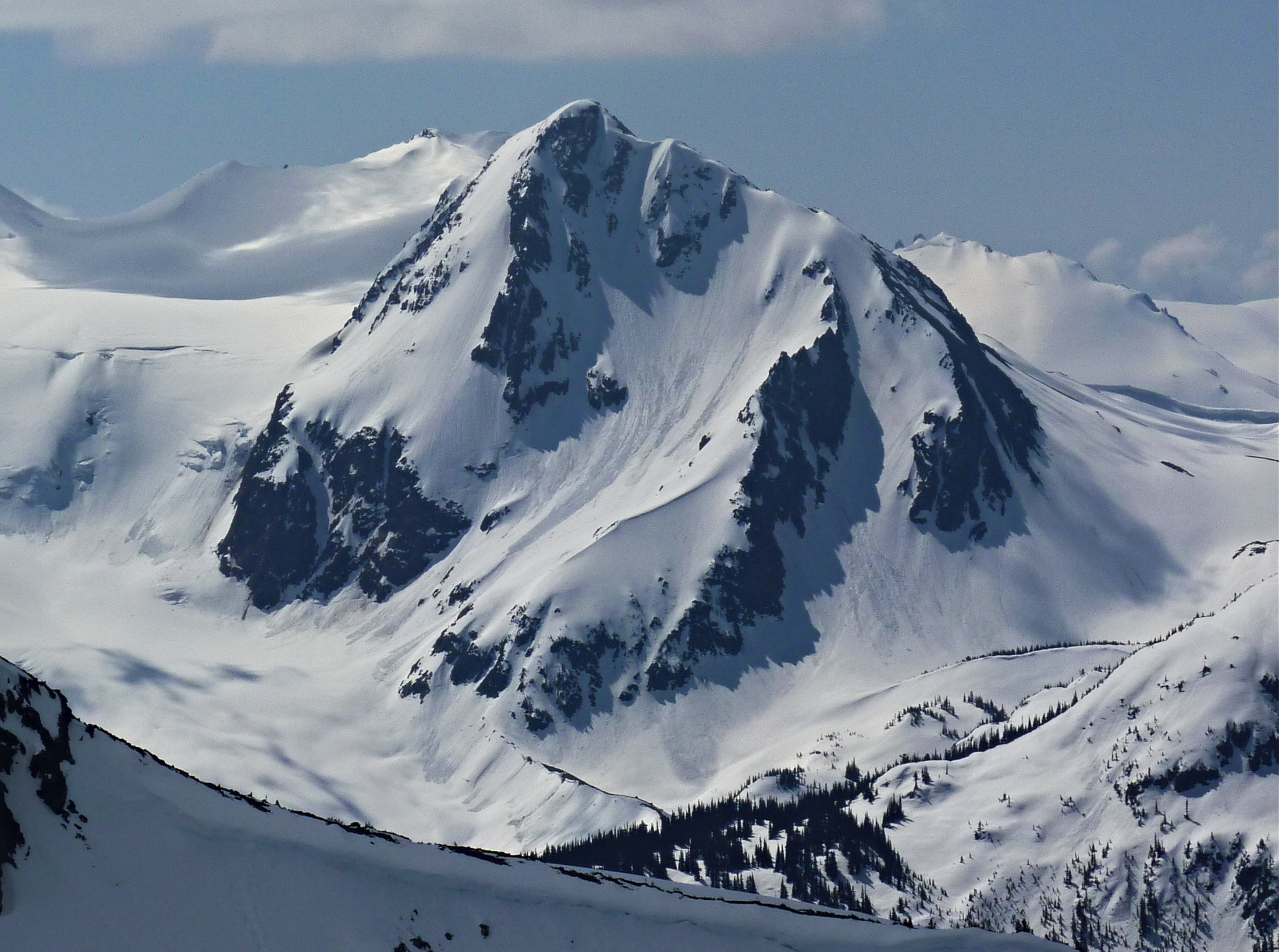
Der Fissile Peak im Frühjahr